# هیروجی میاموتو
هیروجی میاموتو (انگلیسی: Hiroji Miyamoto؛ زادهٔ ۱۲ ژوئن ۱۹۶۶) موسیقی‌دان اهل ژاپن است.